# Cupania radlkoferi
Cupania radlkoferi är en kinesträdsväxtart som beskrevs av P. Acevedo-rodriguez. Cupania radlkoferi ingår i släktet Cupania och familjen kinesträdsväxter. Inga underarter finns listade i Catalogue of Life.